# Керимов, Керим Мухаммед оглы
Керим Мухаммед оглы Керимов (азерб. Kərim Məhəmməd oğlu Kərimov; 2 июля 1971, Карагасанли, Нахичеванская АССР — 5 мая 1992, Талыш, Агдеринский район) — азербайджанский военнослужащий, участник Первой карабахской войны. Национальный Герой Азербайджана.

## Биография
Родился 2 июля 1971 года в селе Карагасанли, Ильичевского района Азербайджанской ССР. После окончания средней школы, поступил в Тюменское высшее военно-инженерное командное училище. За отличие в боевой и политической подготовке курсант К. Керимов неоднократно поощрялся командованием училища.

## Награды
Указом президента Азербайджанской Республики Гейдара Алиева № 193 от 14 сентября 1994 года Кериму Мухаммед оглы Керимову было присвоено звание Национального Героя Азербайджана (посмертно).

## Память
В Геранбойском и Шарурском районах  именем Керимова названы школа и улица. В селе Карагасанли установлен бюст героя.